# ماكسين باهنس
ماكسين باهنس (بالإنجليزية: Maxine Bahns)‏ (و. 1971  م) هي عارضة، وممثلة تلفزيونية، وممثلة أفلام، وتريثلت أمريكية، ولدت في ستو.

## التعليم
تعلمت في جامعة نيويورك
.

## وصلات خارجية
- ماكسين باهنس على موقع IMDb (الإنجليزية)
- ماكسين باهنس على موقع ألو سيني (الفرنسية)
- ماكسين باهنس على موقع أول موفي (الإنجليزية)
- ماكسين باهنس على موقع قاعدة بيانات الأفلام السويدية (السويدية)
- ماكسين باهنس على موقع قاعدة بيانات الفيلم (الإنجليزية)
- ماكسين باهنس على موقع كينوبويسك (الروسية)